# Thraco-Romains
Le terme Thraco-Romain se rapporte à la culture et à la langue des populations d'origine thrace des Balkans, incorporées dans l'empire romain.

## Étymologie
Le terme a été forgé en 1901 par Ovid Densusianu, pour décrire l'« époque la plus ancienne de la création du roumain », quand le latin vulgaire parlé dans les Balkans entre le IVe siècle et le VIe siècle, avec ses caractéristiques propres, a évolué en ce que nous connaissons comme le proto-roumain. Par extension, les historiens ont commencé à utiliser ce terme pour se référer à la période de l'histoire des proto-Roumains jusqu'au VIe siècle.

Carte des Balkans au VIe siècle, à la veille de l'arrivée des Slaves, montrant les provinces du « Diocèse de Dacie ».

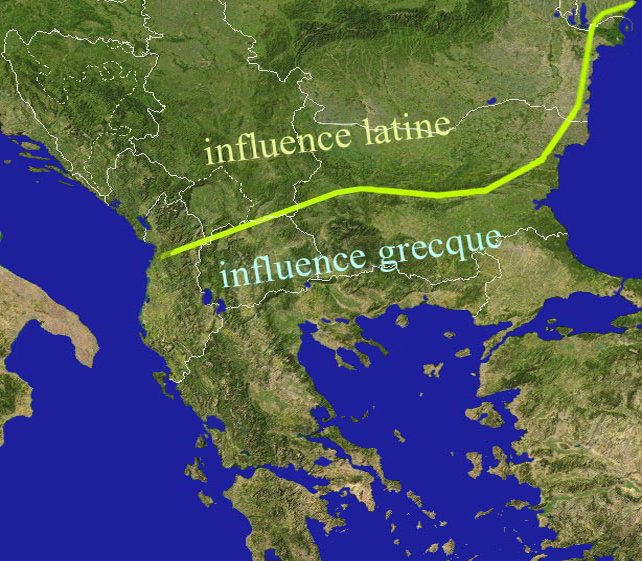
La « ligne Jireček ».

## Enjeux et usages
L'usage du terme s'inscrit dans les controverses nationalistes des XIXe siècle et du suivant, concernant l'origine des roumanophones. Selon une partie de l'historiographie austro-hongroise, russe ou bulgare, les locuteurs des langues romanes orientales apparaissent seulement à partir du XIIIe siècle (sans qu'une explication cohérente de leur apparition puisse être fournie) et il n'existe pas de preuve de filiation entre eux et les populations antiques des Balkans, dont la romanisation ne serait que très partielle et éphémère. Toutes les cartes historiques inspirées par ces positions omettent de mentionner la présence de populations romanophones en Europe du Sud-Est avant la fondation des principautés danubiennes. Pour sa part, l'historiographie roumaine considère cette romanisation comme démontrée au nord de la ligne Jireček, et se trouvant à l'origine des langues romanes orientales à la fois au nord du Danube (Roumains) et au sud du fleuve (Aroumains).
La présence des Thraco-Romains est signalée en 579 par Théophane le Confesseur et Théophylacte Simocatta dans la chronique d'une bataille contre les tribus des Avars, les romanophones combattant dans les rangs de l'armée romaine d'orient dite « byzantine ». À cette époque, les chroniqueurs byzantins appelaient Ῥωμαίοι - Rhômaíoi ou Romées, soit « Romains » en grec tous les citoyens de la Βασιλεία των Ῥωμαίων - Basileía tôn Rhômaíôn : « empire des Romains » en grec), et, pour distinguer parmi eux les romanophones des Balkans, ils utilisaient le nom de Besses (une ancienne tribu thrace : ainsi, en 570, le pèlerin Antonin de Plaisance en visite au monastère Sainte-Catherine du Sinaï décrit les langues les plus parlées par les moines byzantins : « grec, latin, syriaque, copte et besse »). Un autre terme, l'exonyme « Valaques » (d'origine germanique : voir l'histoire du terme Valaque) entre en usage au Xe siècle : dans son Strategikon, Kékauménos précise au XIe siècle que les romanophones de Thessalie descendent des anciens Thraces et Daces et qu'on les appelle Besses ou Valaques. « Valaques » devient fréquent dans le cadre du Regnum Bulgarorum et Blachorum, au XIIe siècle, pour distinguer les romanophones (organisés en Βλαχίες, « valachies ») des Grecs (organisés en κεφαλίες, « céphalies ») et des Slaves (organisés en Σκλαβινίαι, « sklavinies »).
Les romanophones eux-mêmes s'auto-désignaient comme « Romani », « Români », « Rumâni », « Aromâni » ou « Armâni » et quelques autres variantes conservées dans les langues romanes orientales (et attestées par écrit à partir du XVIe siècle),,,,,,,,,.

## Historiographie
Il existe une historiographie, notamment hongroise et bulgaro-russe, qui se base sur les récits d'Eutrope relatant l'évacuation de la Dacie par les Romains en 275, interprète la pénurie de sources anciennes selon l'axiome « absence de preuve égale preuve d'absence », dénie toute crédibilité aux sources anciennes byzantines (Théophane le Confesseur, Théophylacte Simocatta, Cécaumène, Anne Comnène, Apocaucos), russes (Chronique des temps passés) ou hongroises (Gesta Hungarorum) ainsi qu'aux travaux des linguistes, et utilise la méthode hypercritique contre les arguments des historiens roumains, pour purement et simplement nier la persistance du roman oriental durant le millénaire inscrit entre 275 et le XIIIe siècle : cela diffuse dans les sources secondaires internationales l'idée d'une mystérieuse émergence tardive du diasystème roman de l'est, que Gheorghe I. Brătianu a décrite comme « une énigme et un miracle historique ».
La réalité des Thraco-Romains est pourtant difficilement contestable, vue l'existence des langues issues du roman oriental, mais l'enseignement scolaire, imprégné comme les sources secondaires par les controverses nationalistes du XIXe siècle, néglige cette période tant en Roumanie qu'en Bulgarie, et s'en tient au postulat historique que la romanisation a concerné en premier lieu les Daces du nord du Danube (en Roumanie actuelle, même si la domination romaine n'y a duré que 170 ans) et très peu les Thraces du sud du fleuve (en Bulgarie actuelle, même si la domination romaine y a duré six siècles en comptant l'Empire romain d'Orient). Cette historiographie scolaire enseigne que les Slaves ont rencontré et slavisé, au sud du Danube, des Thraces non romanisés, et que les minorités romanophones des Balkans seraient tardivement (XIIIe siècle) venues de Dacie. Ces positions sont les réponses bulgare et roumaine à la théorie inverse austro-hongroise qui enseigne, elle, que les Roumains sont tous tardivement venus des Balkans où ils se seraient initialement formés.
Toutefois, dans le milieu historique universitaire, on admet que la zone géographique où s'accomplit le processus de romanisation des Thraces correspond à un territoire limité à l'ouest par l'aire de romanisation des parlers illyriens, dont est issue la langue dalmate (une langue romane disparue), au sud par la ligne Jireček, à l'est par les cités grecques de la mer Noire, et au nord par une « zone grise » fluctuant à travers l'ancienne Dacie antique, au gré de la transhumance pastorale des populations romanisées et des évènements historiques (avec des replis vers le sud face aux invasions comme celles des Huns, des Gépides ou des Avars, et des remontées au nord dans le cadre du Premier Empire bulgare ou pour fuir les guerres bulgaro-byzantines à l'époque de l'empereur Basile II),.

## Romanisation

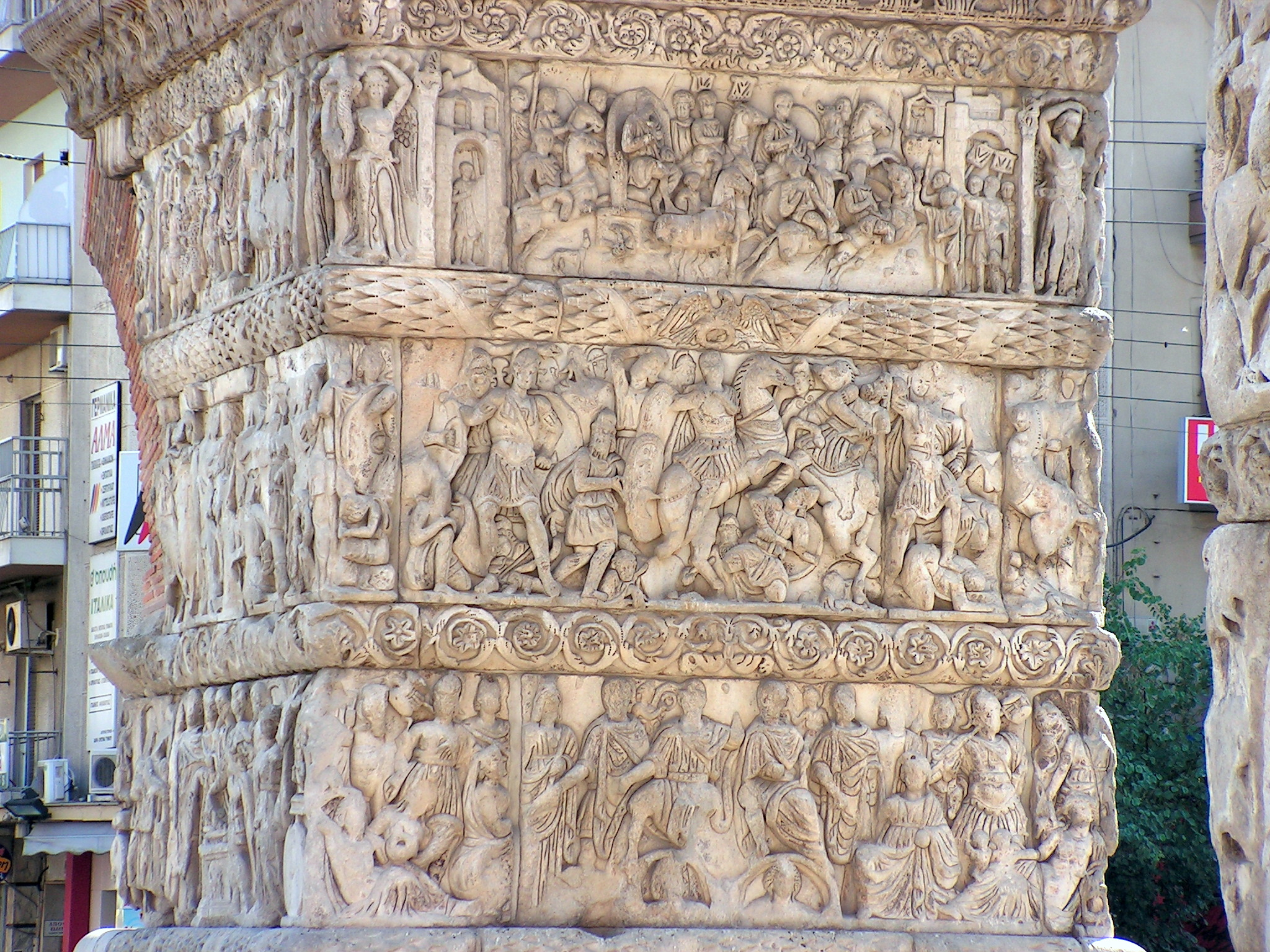
Arc de Galère (Thessalonique).

Si au sud de la ligne Jireček, les élites Thraces étaient depuis longtemps hellénisés lorsque les Romains commencent la conquête des Balkans, au nord en revanche, la population locale thrace s'implique de plus en plus dans la vie économique, militaire, culturelle et politique de l'Empire romain, notamment en Mésie qui, étant une province frontalière longeant le Danube, est puissamment fortifiée, colonisée et développée par l'Empire. Y acquérir la citoyenneté romaine constitue un « ascenseur social » que beaucoup d'habitants souhaitent utiliser, et que l'édit de Caracalla de 202 (ou « Constitution d'Antonin ») promulgué par Caracalla, rend accessible. Légalement, tous les hommes nés libres dans l'Empire romain possédaient la pleine citoyenneté romaine, ainsi que toutes les femmes nées libres qui étaient mises sur un pied d'égalité avec les femmes romaines. La tradition concernant les origines thraces de certains empereurs romains date du IIIe siècle. Le premier fut peut-être Regalianus, et Galère qui avait des origines daces par sa mère. À partir du IIIe siècle, les Thraco-Daces ont constitué une partie importante de l'armée romaine.
Tous les Thraces n'ont pourtant pas été romanisés. Dans l'actuelle Moldavie, les Carpes, ou « Daces libres » (qui ont laissé leur nom aux Carpates) sont restés hors de l'influence romaine et au IVe siècle, poussés ou entraînés par les Goths, ils pénètrent dans l'Empire où ils subissent plusieurs défaites face à Constantin le Grand qui prend le titre de Dacicus Maximus en 336, et qui les colonise dans le nord de la Macédoine : les linguistes modernes voient dans leur langue l'une des racines de l'albanais moderne.

## Période des invasions
Au VIe siècle, les populations thraco-romaines subirent l'invasion des Avars. Sous la domination des Avars, les Sklavènes commencèrent à s'installer dans la région. C'étaient des populations de langues slavonne et sorabe. Elles descendirent très loin vers le sud, jusque dans le Péloponnèse.
Les Slaves s'organisèrent en sklavinies, communautés rurales qui s'intercalèrent entre les communautés thraco-romaines appelées par les chroniqueurs ultérieurs « valachies » et par les historiens modernes « romanies populaires » (des processus similaires eurent lieu dans l'Empire romain d'Occident, avec des germaniques à la place des slaves). Les villes déclinèrent et la population devint fortement rurale, se concentrant sur l'agriculture et l'élevage, et préservant l'unité de sa langue grâce à la transhumance. Dans cette population romanophone, que les historiens nomment « romanité orientale » ou « proto-roumains », mais qui est connue sous le nom de « Valaques », émergeront ensuite les langues romanes orientales comme conséquence de la fragmentation due à l'afflux de nouvelles populations slaves.
L'Empire romain d'Orient (désigné comme « byzantin » depuis Hieronymus Wolf au XVIe siècle) perd progressivement le contrôle sur les territoires envahis par les Slaves, dont s'emparent à tour de rôle les Avars puis les Bulgares, dont les Thraco-Romains deviennent les sujets. Désormais à majorité hellénophone, l'Empire, sous l'empereur Héraclius, abandonne le latin et s'hellénise : le grec devint sa langue officielle. De ce fait, les populations Thraco-romaines des Balkans n'ont plus de contact avec le latin savant, et la langue romane orientale évolue en tant que parler populaire, influencé par les langues voisines notamment slaves.

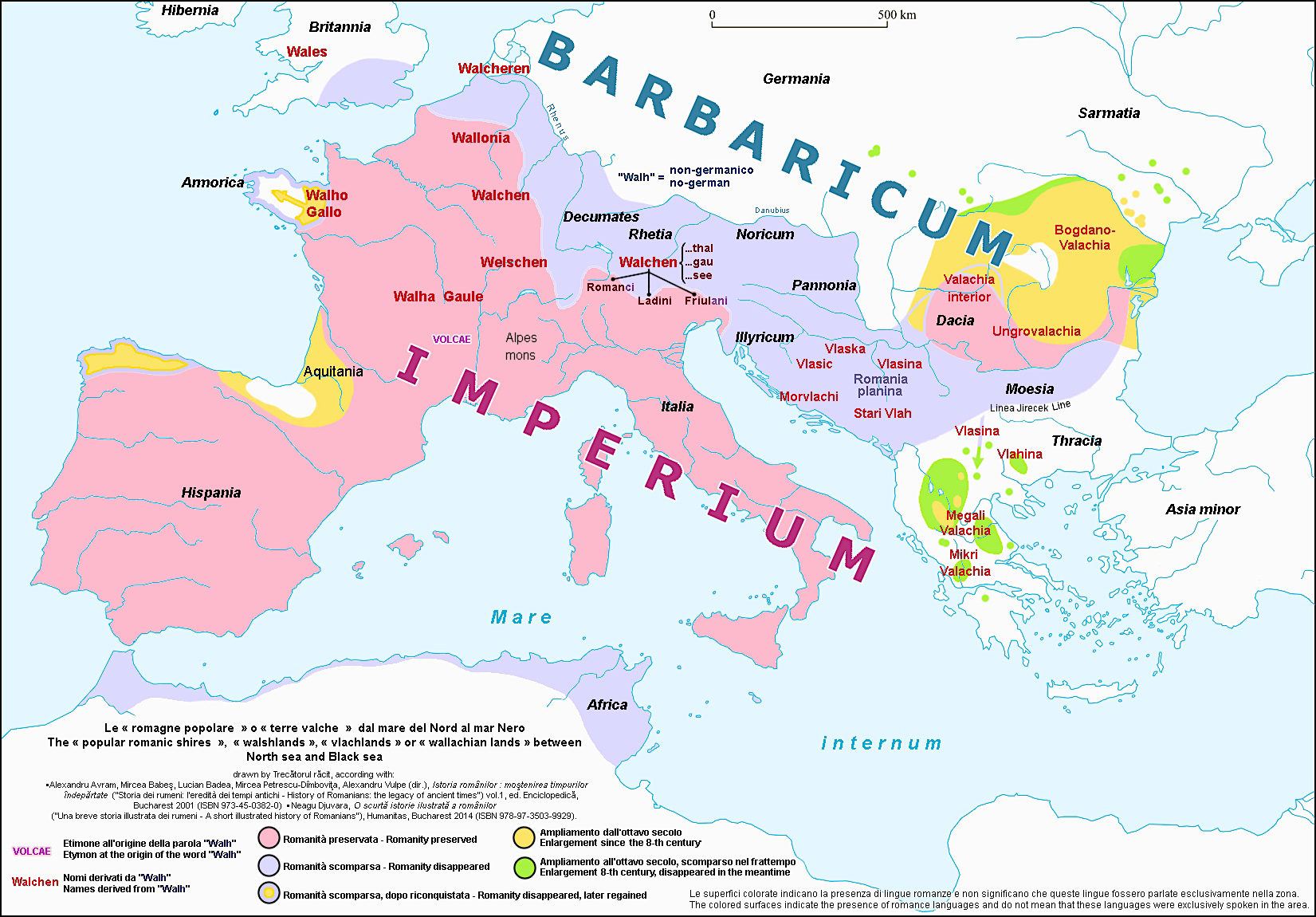
Évolution des langues romanes entre l'« imperium » et le « barbaricum », et place des langues romanes orientales et diasystème roman de l'Est dans l'ensemble.

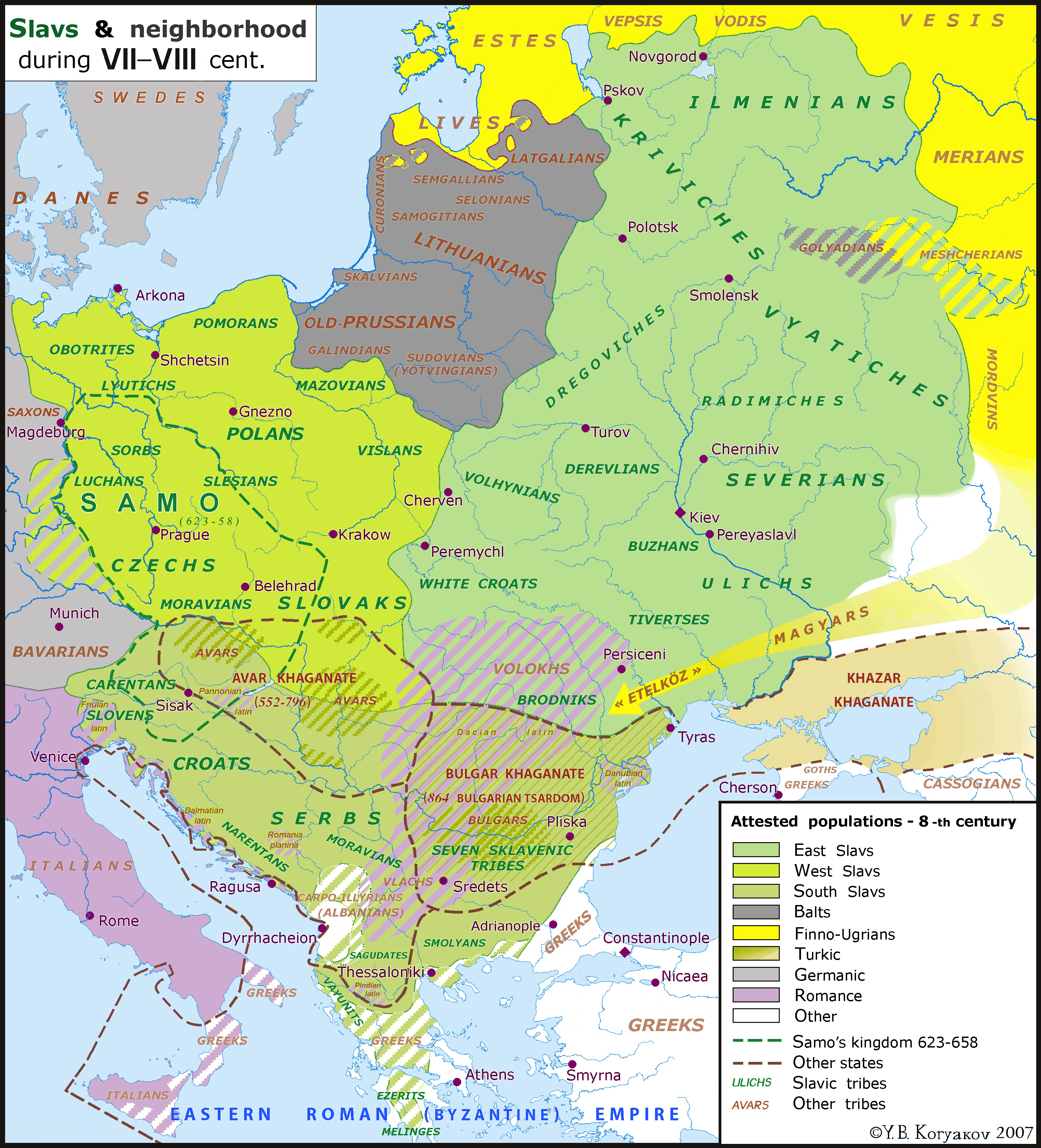
« Valaques »/« Volokhs » au contact des Slaves aux, d'après Youri Koryakov.

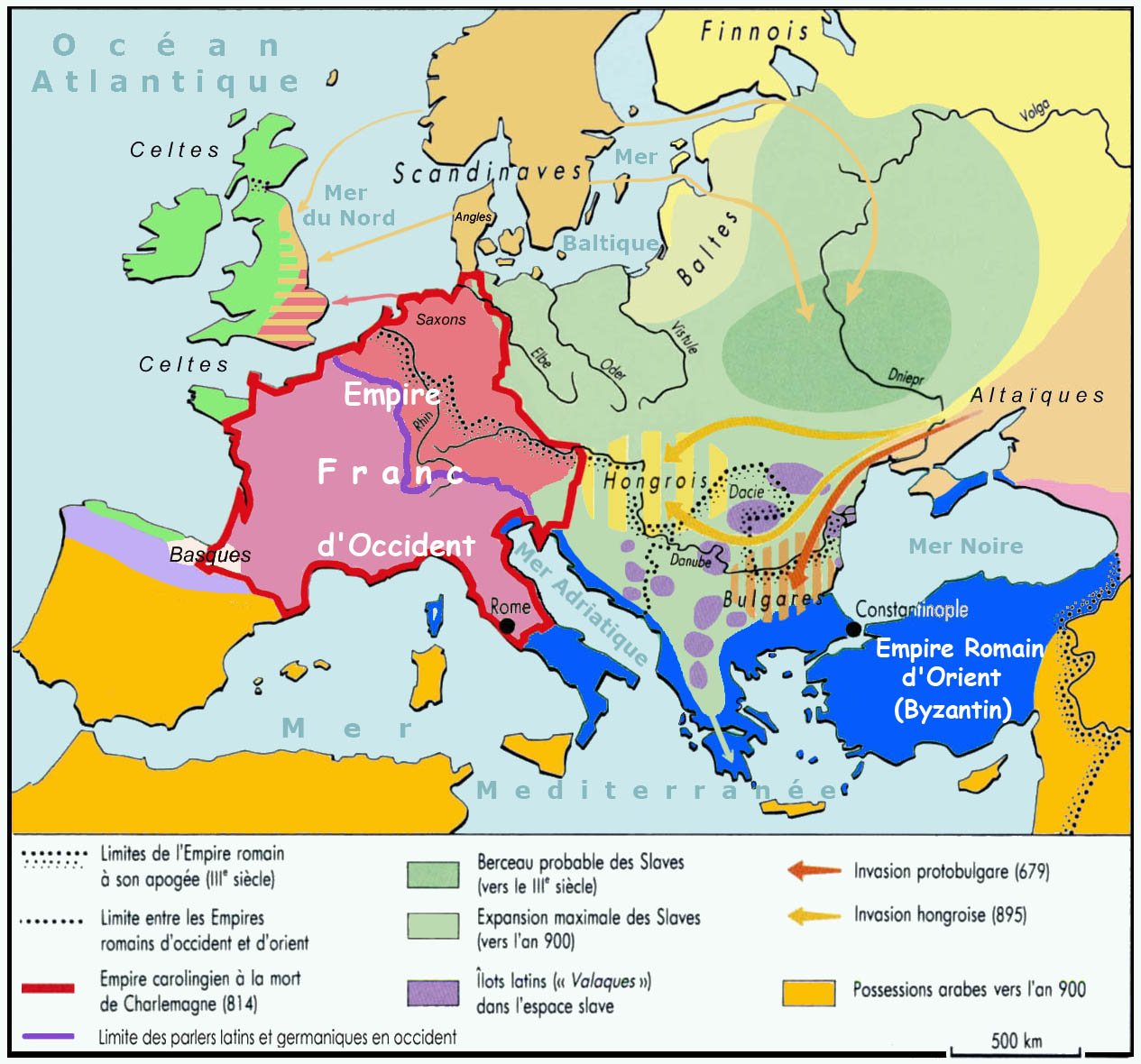
Les îlots valaques dans l'espace slave en 850, d'après Anne Le Fur.

Attirés par les riches zones urbaines de l'Empire, les Slaves s'installèrent en masse au sud du Danube, en Dalmatie, Macédoine, Thrace, Mésie et même en Grèce. L'arrivée des Bulgares au VIIe siècle, et l'inauguration par eux, au IXe siècle d'un état puissant allant du nord de la Roumanie actuelle jusqu'au nord de la Grèce actuelle, pérennise la fragmentation des populations romanes de la péninsule balkanique, initiée par les invasions avaro-slaves. Au nord du Danube, où les Slaves étaient moins nombreux, ils furent graduellement absorbés et romanisés par les romanophones daco-romains formés au nord de la Ligne Jireček et passés à l'abri des épaisses forêts couvrant alors 80 % du territoire de l'actuelle Roumanie (« Codri », du latin Quadratus). Au sud du Danube, ce sont les nombreux Slaves qui assimilèrent les Thraco-Romains, à l'exception d'îlots de romanophones déplacés comme les Istro-roumains, Aroumains et autres Mégléno-roumains, chassés de Mésie, et réfugiés désormais en Istrie et dans les vallées du Pinde et des monts Balkans.

## Descendance linguistique
Les Thraco-Romains, ou Latins orientaux, ont-ils eu une descendance ? Il ne s'agit bien sûr pas de filiation physique, le brassage des populations et les acculturations croisées étant de règle en histoire (comme en témoigne l'union linguistique balkanique), mais de descendance linguistique. Les incertitudes dues à la « diète documentaire » concernant la période du IIIe siècle au IXe siècle incitent beaucoup d'ouvrages historiques actuels, notamment les atlas historiques (sauf rares exceptions), à occulter l'existence des langues romanes orientales entre la fin de l'Empire romain et l'émergence des principautés médiévales de Moldavie et Valachie (soit pendant plus d'un millénaire), ce qui est absurde, car même s'il n'y avait aucune preuve archéologique ou toponymique et aucune mention écrite, la simple existence des langues romanes orientales actuelles suffit à prouver que les Thraco-Romains ont survécu à l'arrivée des Slaves et des Bulgares dans la région, et que les locuteurs de ces langues ne sont pas apparus par « génération spontanée » au XIIe siècle.

« Les arguments des thèses antagonistes peuvent tous être contestés, mais ils ont le mérite d'exister, tandis qu'aucun fait archéologique et aucune source écrite n'étayent l'hypothèse d'une disparition pure et simple des roumanophones pendant mille ans, qu'ils se soient envolés avec les hirondelles pour migrer en Afrique, ou qu'ils soient allés hiberner avec les ours dans les grottes des Carpates ou des Balkans... »

— Neagu Djuvara, 
 À cela s'ajoutent les controverses nationalistes commencées au XIXe siècle et les dérives protochronistes qui en découlent. Ainsi la question est devenue très confuse dans l'esprit des nouvelles générations, avec des thèses comme « l'inversion des rôles entre Daces et Romains » (thèse protochroniste qui fait des Latins du Latium une tribu dace, et des Daces un empire allant de l'Atlantique à l'Oural) ou encore « l'apparition tardive d'un peuple bâtard et parasite » de Vladimir Jirinovski, selon lequel les locuteurs des langues romanes orientales seraient « un mélange de colons italiens venus sur les nefs génoises et de Tziganes danubiens, qui a envahi des terres appartenant légitimement à la Bulgarie, à la Hongrie et à la Russie »,.

## Christianisation

### Histoire ancienne

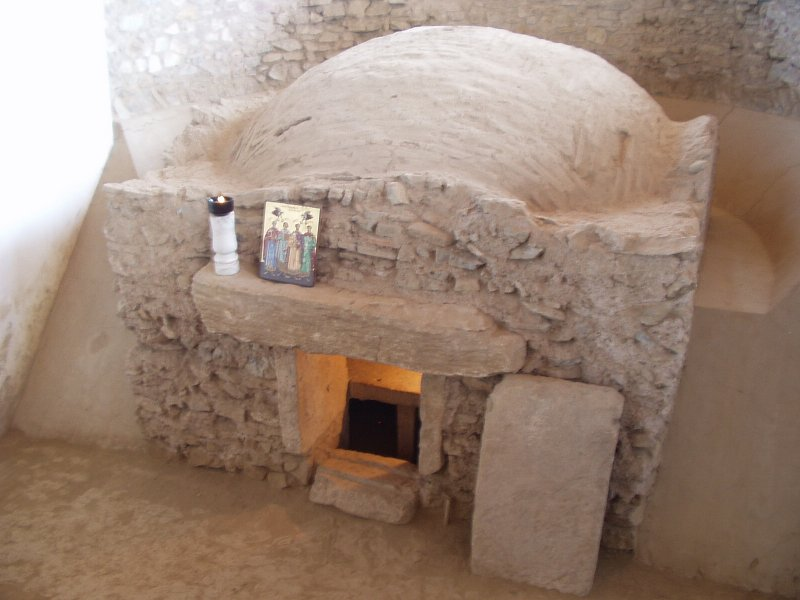
Tombe des quatre martyrs - Niculiţel, Roumanie

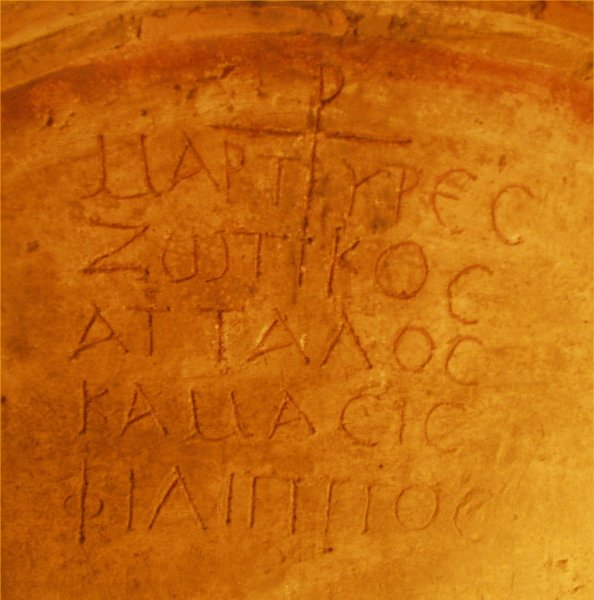
Inscription dans la tombe des quatre martyrs - Zotikos, Attalos, Kamasis et Philippos

Le christianisme fut diffusé dans l'Empire romain par les missionnaires grecs, mais au nord de la ligne Jireček sa langue véhiculaire fut le latin. La province romaine a gardé des traces de toutes les religions impériales, y compris le culte de Mithra, mais le christianisme, au début religio illicita, progressait chez les Romains. L'Empire romain trouva qu'il était trop coûteux de maintenir une garnison permanente au nord du Danube. Une présence militaire et administrative n'a été enregistrée qu'entre 106 et 276. Malgré tout, des représentants chrétiens de ce territoire étaient présents au premier concile œcuménique.
Lorsque les Thraces se sont christianisés, ils avaient déjà été romanisés, comme le prouvent les indications archéologiques et linguistiques. Les termes de base du christianisme en roumain sont d'origine latine : par exemple église (biserică < basilica), Dieu (Dumnezeu < Domine Deus), Pâques (Paşte < Paschae), païen (păgân < paganus), ange (înger < angelus), croix (cruce < crux). Certains, par exemple « église » (biserică), sont uniques au roumain. Tous les noms des saints ont conservé leur forme latine : Sântămăria (Sainte-Marie), Sâmpietru (Saint Pierre), Sângiordz (Saint Georges) et Sânmedru (Saint Démètre). Le christianisme roman absorba, comme ailleurs, des coutumes et divinités pré-chrétiennes, comme Sânziana et Cosânzeana (Sancta Diana et Qua Sancta Diana). Les sanctuaires des montagnes, les processions, le calendrier, et même les emplacements des premières églises étaient clairement les mêmes que ceux des Daces. Même Saint André est connu localement comme « Apôtre des Loups » — avec une connotation ancienne importante, la tête de loup étant un totem et un symbole du « feu » militaire et spirituel chez les Daces.
Lorsque le christianisme devint la religion officielle de l'Empire, la Dacie avait déjà été évacuée, et ses habitants dépendirent des premiers évêchés furent créés dans la zone, notamment des principaux archevêchés situés à Singidunum (Belgrade), Viminacium (aujourd'hui Kostolac), Ratiaria (Arčar, près de Vidin), Marcianopol (Choumla) et Tomis (Constanța).
Par contre, après l'arrivée des Slaves, le patriarcat de Constantinople, désireux de les convertir, adapta les rites de la chrétienté orthodoxe au vieux-slave, pour lequel l'écriture grecque fut modifiée pour donner le cyrillique. Ces rites et cette écriture s'imposèrent peu à peu à tous les habitants du bassin du bas-Danube, qu'ils fussent slavophones (Sklavinies) ou romanophones (Valachies), et les Roumains restèrent dépendants des patriarcats d'Ohrid et de Trnovo jusqu'en 1393.
Sous le règne du khan Boris Ier, le premier Empire bulgare englobe les actuelles Albanie (sauf la côte), Kosovo, Serbie orientale, Bulgarie, Macédoine (sauf la côte), Roumanie, Moldavie et Sud-Ouest de l'Ukraine (actuelle oblast d'Odessa), où la noblesse proto-bulgare, adepte du tengrisme, régnait sur des populations slaves, thraco-romaines et grecques déjà chrétiennes.
Pour mieux asseoir son autorité sur ces populations, Boris, comme le roi franc Hlodowig avant lui, s'enquiert donc d'un éventuel baptême. Après diverses négociations et hésitations, Boris choisit de se convertir au christianisme oriental, obtenant en contrepartie des Byzantins la paix et des cessions territoriales en Thrace. Au début de l'année 864, Boris est baptisé à Pliska par une assemblée (събор, sãbor) de popes grecs, avec sa femme, qui reçut le nom de Marie, suivie par sa famille et les boyards fidèles à sa cause, l'empereur byzantin Michel III étant son parrain : c'est ce que l'historiographie moderne appelle la « conversion des Bulgares ».

#### Christianisme en Scythie Mineure
Alors que la Dacie a fait partie de l'Empire romain durant seulement 162 ans, la Mésie (dont la Scythie Mineure) en a fait partie durant six siècles, si l'on compte qu'après le déclin de l'Empire romain d'Occident, elle resta une province de celui d'Orient.
Selon la légende ecclésiastique, l'apparition du christianisme en Mésie serait liée à la traversée au Ier siècle de l'apôtre André, frère de Saint Pierre, avec ses disciples. Au Ve siècle en tout cas, le christianisme, alors de langues grecque et latine, prédominait dans la région, comme le prouve le grand nombre de traces d'églises anciennes.
L'évêque Éphrem, tué le 7 mars 304 à Tomis, fut le premier martyr chrétien de la région, et fut suivi par beaucoup d'autres, particulièrement pendant la répression ordonnée par les empereurs Dioclétien, Galère, Licinius et Julien.
Un nombre impressionnant de diocèses et de martyres sont attestés pendant les « temps des Pères » avant le Concile de Nicée. Le premier prêtre local connu, Montanus et sa femme, Maxima de Tuburbe, furent noyés en raison de leur foi, le 26 mars 304.
Les fouilles archéologiques de 1971 sous la basilique paléo-chrétienne de Niculițel (près de l'ancienne Noviodunum en Scythie Mineure) mis au jour un martyrion encore plus ancien. À côté de Zotikos, Attalos, Kamasis et Philippos, qui furent martyrisés sous Dioclétien (304-305), les reliques de deux martyrs précédents, morts pendant les répressions de l'empereur Dèce (249-251), furent découvertes sous la crypte.
Ces martyrs étaient déjà inscrits dans les registres de l'église, et la découverte de leurs noms gravés sur la tombe confirma l'authenticité de ces registres. Par ailleurs Basile de Césarée retrouva les reliques du très connu Sabas le Goth noyé par ordre du roi goth Athanaric le 12 avril 372 dans la rivière Buzău, parce qu'il était Nicéen, alors que Wulfila et Athanaric avaient choisi l'Arianisme.
Quand l'empereur Galère, d'origine dace, proclama la liberté de culte pour tous les chrétiens de l'Empire romain par l'édit de tolérance de Galère en 311 suivi deux ans plus tard de l'« édit » de Milan de Constantin et Licinius, la cité de Tomis (aujourd'hui Constanța) devint le siège d'un métropolite, avec 14 évêchés en Mésie.
Au IVe siècle, un noyau puissant et organisé de moines chrétiens existait dans la région, souvent appelés « moines scythes » en raison de l'appellation de « Scythie mineure » donnée à la Mésie maritime, mais en fait, si l'on en juge par leurs langues usuelles, ils étaient thraco-romains ou grecs. L'un des plus connus est Jean Cassien qui maniait parfaitement le latin et le grec.

## Langue
L'occupation romaine mena à un syncrétisme thraco-romain, comme dans d'autres régions conquises par Rome, telles la civilisation gallo-romaine qui s'est développée en Gaule romaine. Au IIe siècle, le latin parlé dans les provinces danubiennes commence à montrer des caractéristiques distinctes, séparées du reste des langues romanes, y compris de celles des Balkans de l'ouest (Dalmatie). La période thraco-romaine du diasystème roman de l'Est est habituellement décrite comme se situant du IIe siècle au VIe siècle ou au VIIe siècle. Elle est divisée à son tour en deux périodes, la séparation entre les deux se situant au IIIe-IVe siècle. L'Académie roumaine considère que les différences entre le latin balkanique et le latin occidental auraient pu apparaître au plus tard au Ve siècle, et qu'entre le Ve siècle et le VIIIe siècle, cette nouvelle langue, le thraco-roman, passa d'un parler latin à un idiome vernaculaire néo-latin (dit « proto-roumain » ou « roumain commun » en roumain : româna comună, mais « roman oriental » par les linguistes non-roumains), idiome qui donna, après le IXe siècle, les quatre langues modernes daco-roumaine, aroumaine (toujours parlées), mégléniote et istrienne (éteintes vers la fin du XXe siècle),.

### Première mention duroman oriental
Au sujet de cette période, il existe un grand débat sur l'épisode nommé « Torna, Torna Fratre ». Dans les chroniques de Théophylacte Simocatta, (vers 630), l'auteur fait mention des mots « τóρνα, τóρνα ». Le contexte de cette mention est une expédition byzantine au cours de l'année 587, menée par le général Comentiolus, dans le Mont Hémos, contre les Avars. Le succès de la campagne fut compromis par un incident : pendant une marche de nuit…

« Un paquet d'un chargement se détachait du bât. Ceci se produisit alors que son propriétaire marchait devant l'animal. L'un de ceux qui le suivaient vit que l'animal traînait ce paquet derrière lui, et cria à l'adresse du propriétaire de se retourner pour réassurer la charge. Ce cri provoqua une grande agitation dans la colonne, et certains commencèrent à prendre la fuite, car ce cri était connu de tous : les mêmes mots correspondaient à un signal, qui signifiait apparemment « courez ! », comme si l'ennemi était apparu soudainement dans les parages. Il y eut un grand désordre dans toute l'armée en marche, et beaucoup de bruit; tous criaient fort, et manœuvraient pour faire demi-tour, et hurlaient dans leur langue « torna, torna », comme si la bataille avait commencé brusquement au milieu de la nuit. »

— Théophylacte Simocatta, 
À peu près deux siècles après Théophylacte, un autre chroniqueur byzantin, Théophane le Confesseur raconte la même histoire, dans sa Chronographie (vers 810–814). Il écrit les mots : « τόρνα, τόρνα, φράτρε / torna, torna fratre » :

« Un paquet de chargement était tombé du bât, et quelqu'un cria au propriétaire de le resangler, en lui disant dans la langue maternelle/de son pays : « Torna, Torna Fratre ». Le propriétaire de l'animal n'entendit pas le cri, mais tous les autres le comprirent et se crurent attaqués par l'ennemi, et commencèrent à courir, en hurlant : « Torna, Torna ». »

— Theophanis, 
Le premier qui identifia des exemples de proto-roumain a été Johann Thunmann en 1774. Depuis lors, il existe un débat entre universitaires pour savoir si la langue en question est un exemple de proto-roumain , ou simplement un commandement byzantin (d'origine latine, comme il se présente –torna– dans le Strategikon de l'empereur Mauritius), et avec “fratre” utilisé comme forme familière pour s'adresser aux soldats byzantins. Le grand débat tourne autour des expressions πιχώριoς γλoσσα (pichōrios glossa - Théopylacte) et πάτριoς φωνή (patrios phōnē - Théophanes), et sur leur réelle signification.
Une contribution importante au débat fut celle de Nicolae Iorga, qui nota en 1905 la dualité du terme torna dans le texte de Théophylacte : le cri qui attire l'attention du propriétaire de l'animal (dans la langue du pays), et la méprise de ce cri par le reste des combattants qui le comprennent comme un commandement militaire. Iorga considère que l'armée était composée d'auxiliaires (τολδον) romanisés parlant thrace πιχωρί τε γλώττ (la “langue du pays” /”langue maternelle”) — et de Byzantins (un mélange d'ethnies qui utilisaient des mots byzantins d'origine latine comme termes de commandement officiels, comme le précise le Strategikon).
Ce point de vue a été soutenu plus tard par l'historien grec A. Keramopoulos (1939) , comme chez Al. Philippide (1925), qui a considéré que le mot torna ne devrait pas être vu que comme un ordre de commandement, parce qu'il était, comme le disent les chroniques, exprimé dans "la langue du pays", à partir de l'année 600, le plus gros des troupes byzantines était composé de mercenaires barbares et de populations romanes de la péninsule balkanique.
À partir de la deuxième moitié du XXe siècle, le point de vue général est que c'est un exemple de proto-roumain, point de vue soutenu par Al. Rosetti (1960), Petre Ş. Năsturel (1956) et I. Glodariu (1964).